# Almaty Fýtbol Klýby
L'Alma-Ata Futbol Kluby (kazako:  Алма-Ата Футбол Клубы) era una società calcistica kazaka con sede nella città di Almaty.
Fondata nel 2000 come Cesna (Цесна), viene rinominata Alma-Ata nel momento in cui arriva la promozione in massima divisione, nel 2004.
Nel 2006 la squadra conquista la Coppa del Kazakistan, battendo 1-0 in finale l'Astana. Tale vittoria permette di accedere alla Coppa UEFA 2007-2008, unica partecipazione europea.
All'inizio del 2009 la società dichiara bancarotta e viene sciolta. Lo staff della squadra entra a far parte della società FC Megasport e va a formare una nuova società, il Lokomotiv Astana.

## Palmarès

### Competizioni nazionali
- Coppa del Kazakistan: 1

2006
- Birinşi Lïga: 1

2003

### Altri piazzamenti
- Coppa del Kazakistan:

Finalista: 2008

## Alma-Ata nelle Coppe europee
| Stagione | Competizione | Turno          | Nazione               | Avversario            | Andata | Ritorno | Totale |
| -------- | ------------ | -------------- | --------------------- | --------------------- | ------ | ------- | ------ |
| 2007-08  | Coppa UEFA   | 1° preliminare | Slovacchia (bandiera) | FC ViOn Zlaté Moravce | 1-3    | 1-1     | 2-4    |